# Bombylius forbesi
Bombylius forbesi är en tvåvingeart som beskrevs av Neal L. Evenhuis 1983. Bombylius forbesi ingår i släktet Bombylius och familjen svävflugor. Inga underarter finns listade i Catalogue of Life.